# Bona (torrente)
La Bona (o Roggia Bona) è un torrente tributario del fiume Sesia. Attraversa la parte sud-orientale della provincia di Vercelli.

## Toponimo
Il torrente assume assume nomi diversi a seconda delle zone che attraversa; nelle tavolette in scala 1:25.000 dell'IGM viene chiamato "canale Bona" tra il ponte della Gardina e la confluenza del canale di Asigliano; "raccoglitore Bona" nei pressi di Asigliano e "torrente Bona" da Caresana alla confluenza nella Sesia.
Nei documenti ufficiali della Regione Piemonte è chiamata nel suo complesso "roggia Bona".

## Corso del torrente
In origine la Bona nasceva probabilmente da fontanili presenti nell'area attorno a Desana.
Nella sua attuale configurazione prende invece origine da una derivazione della Marcova situata presso il Ponte della Gradina, al confine tra i comuni di Tricerro, Desana e Costanzana. Dirigendosi verso nord-est va a raccogliere il contributo idrico del canale di Asigliano aumentando di molto la sua portata e assumendo l'andamento meandriforme tipico dei corsi d'acqua naturali di pianura.
Deviando verso est attraversa l'abitato di Asigliano Vercellese dove riceve da sinistra la roggia Molinara; viene quindi scavalcata dall'ex SS 31 e dall'autostrada A26 e poco a sud di Pezzana riceve, ancora da sinistra, lo scaricatore Rascala.
La Bona sfocia infine nella Sesia vicino alla cascina Immacolata, poco a nord-est dell'abitato di Caresana e a poco più di 100 m di quota.
Il suo corso viene interrotto da alcune chiuse, gestite dal consorzio Ovest-Sesia, nei punti nei quali sono presenti derivazioni del torrente a scopo irriguo. Le sponde sono per la maggior parte non arginate e colonizzate da vegetazione ripariale arboreo/arbustiva o erbacea e presentano un buon grado di naturalità, anche se la fascia lasciata libera dall'agricoltura intensiva è esigua perché le coltivazioni si spingono a breve distanza dal corso d'acqua. Le poche arginature presenti sono in prevalenza collocate sul tratto del torrente che attraversa l'abitato di Asigliano.

## Affluenti principali

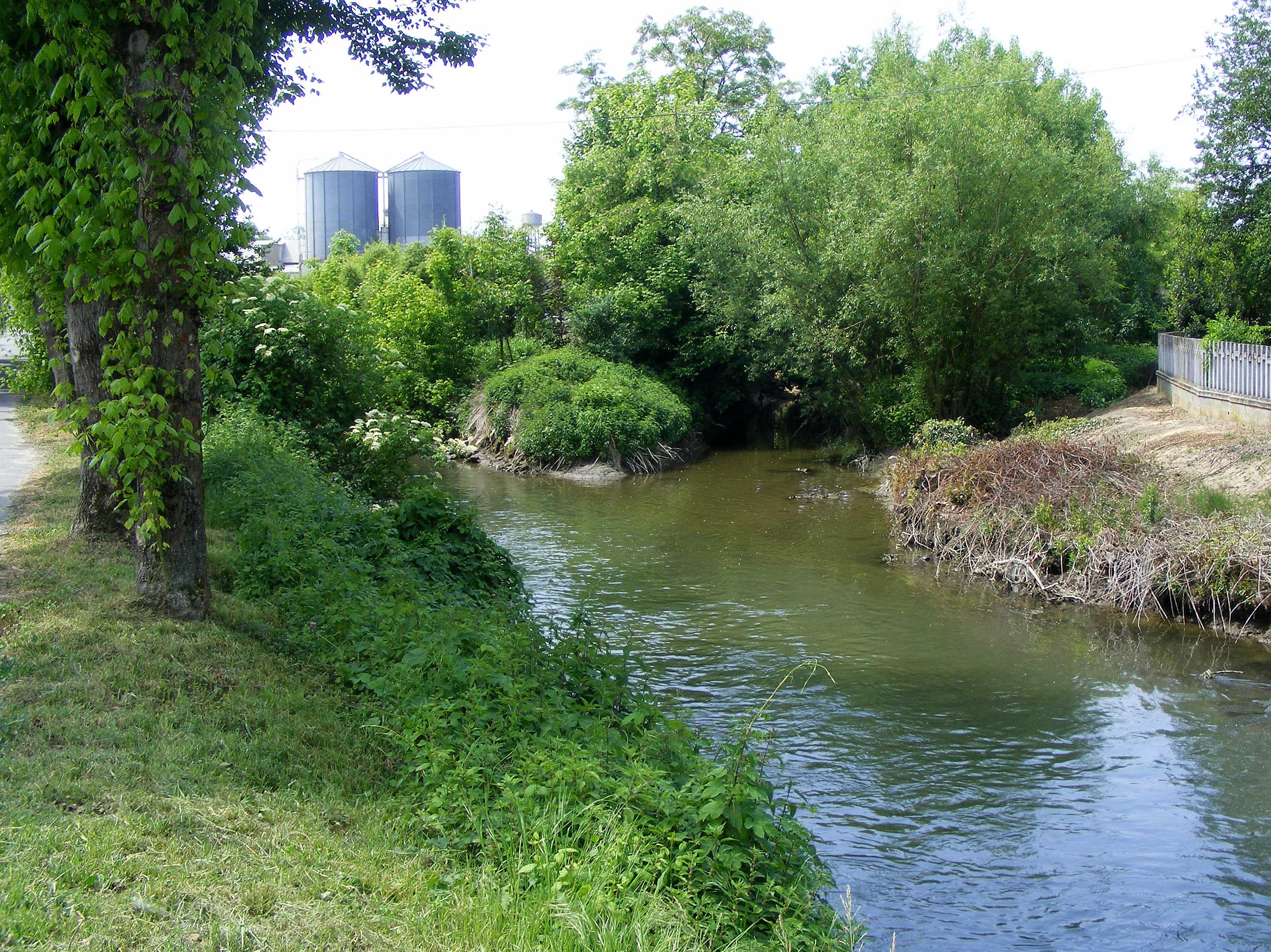
Confluenza della Roggia Molinara

- Canale di Asigliano (o Regio Canale di Asigliano): tramite il Naviglio di Tronzano riceve acqua dal Naviglio di Ivrea; confluisce in sinistra idrografica nella Bona nel punto di convergenza tra i comuni di Desana, Asigliano Vercellese e Costanzana.[5]
- Roggia Molinara: nasce nei pressi di Desana e, dopo averne lambito a nord l'abitato, serpeggia tra le risaie andando a confluire nella Bona a Asigliano.[5]
- Scaricatore Rascala: a Pezzana raccoglie le acque della Roggia del Principe e le convoglia nella Bona nei pressi del Cascinotto Degrandi.[5]

## Stato ambientale
Il principale fattore di pressione antropica sul corso d'acqua è dato dall'agricoltura intensiva praticata in zona (e in particolare dalla risicoltura).
Il monitoraggio dello stato ambientale (indice SACA) dava nel 2002, alla stazione di rilevamento situata nei pressi del cimitero di Caresana, un valore di "Sufficiente".